# Ольхон
Ольхо́н (бур. Ойхон арал) — крупнейший остров озера Байкал. Третий по размерам озёрный остров в мире.
Длина острова — 73,5 км, ширина — до 15 км, площадь — 730 км². Постоянное население — 1682 чел. (на 2017 год), 1744 человека (2019 год). Расстояние от Иркутска по автодороге — 256 км. Отделён от западного берега Байкала проливами Малое Море и Ольхонские Ворота. К востоку от острова находится глубочайшее место Байкала — 1642 метра. Территория Ольхона вместе с прилегающими островками входит в Прибайкальский национальный парк.

## Этимология
Остров изначально носил название «Ойхон», позже трансформировавшийся в «Ольхон». Исследователи М. Н. Мельхеева и Е. М. Поспелова утверждают что название происходит от бурятского слова «Ойхон», означает «лесок, лесочек» где ой — «лес», хан, хон, хэн — суффикс уменьшительно-ласкательной формы; ой-хон — «лесочек» или «немного лесистый». Леса действительно занимают более трети поверхности территории острова. Е. В. Сундуева предполагает происхождение топонима во взаимосвязи с архаической лексемой монгольского языка «olqan» — суша, холм [Сундуева, с. 6]. 

## Природа

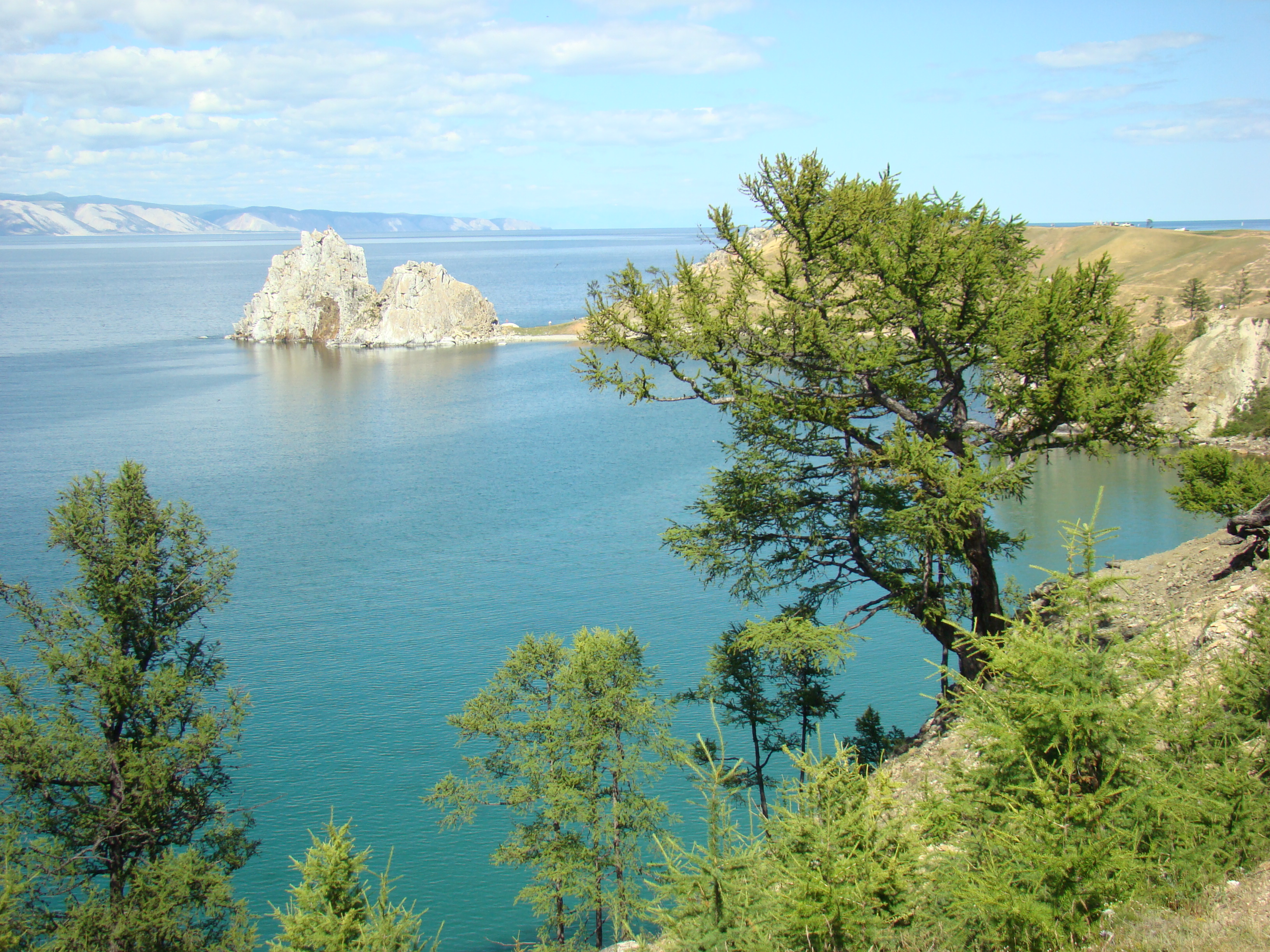
Мыс Бурхан (скала Шаманка) на острове Ольхон

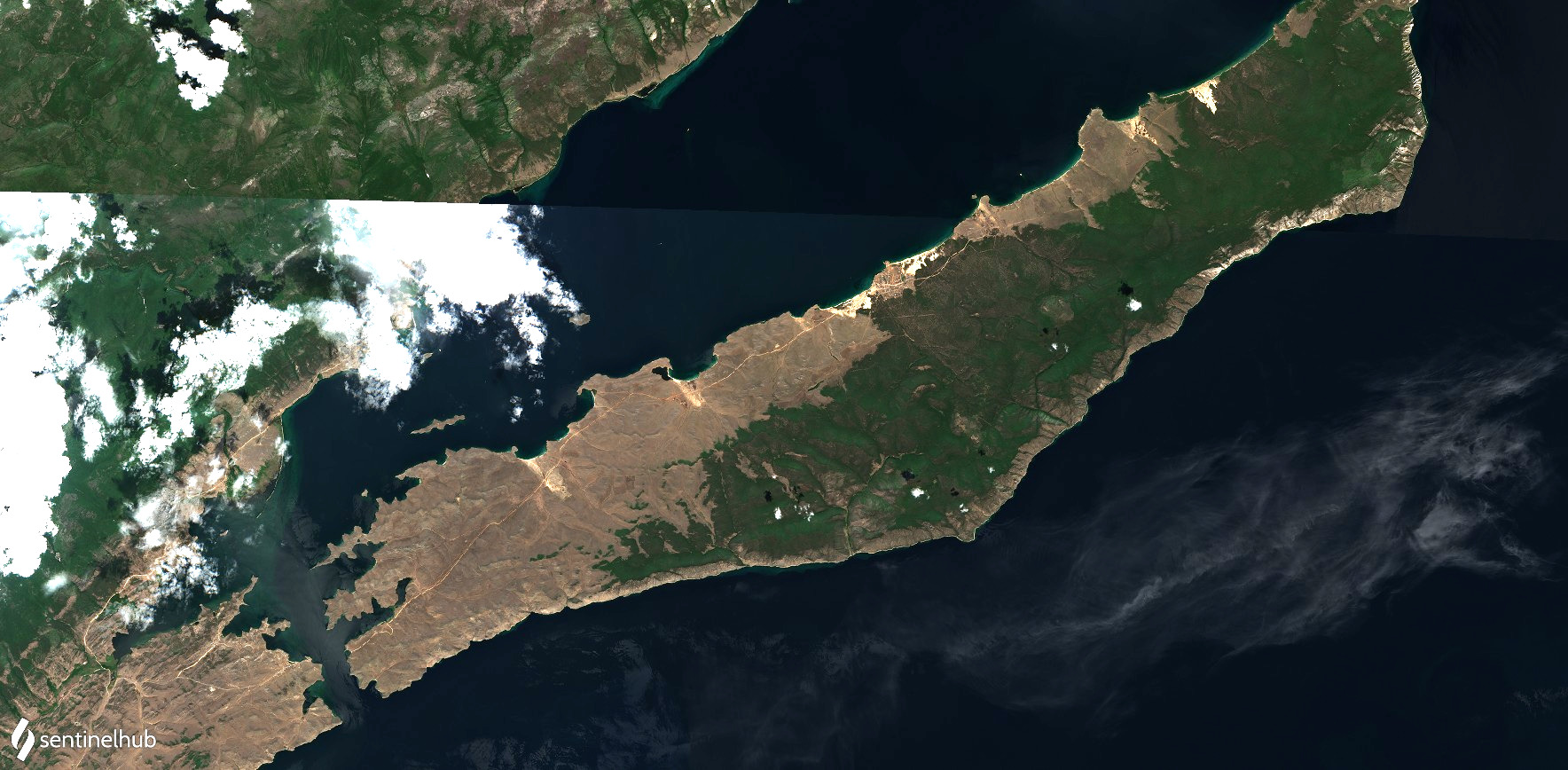
Очертания о. Ольхон на космоснимке

На Ольхоне наблюдается многообразие ландшафтов: здесь есть и степь с глубоко вдающимися в сушу, хорошо прогреваемыми летом заливами; «прибалтийские» песчаные пляжи с дюнами, холмами и хвойными рощами лиственничных пород вдоль берега; густые леса с участками редко растущих лиственниц (и совсем почти отсутствующих кедров), реликтового ельника; суровые мраморные скалы, украшенные густыми красными мхами; болота, пышно заросшие разнообразными водными растениями.

## Климат
Район Байкала отличается большой суммарной продолжительностью солнечного сияния — на острове Ольхон всего 48 пасмурных дней в году. Количество выпадающих осадков за год в среднем не превышает 140 мм. По этому показателю Ольхон можно сравнить лишь с некоторыми очень засушливыми районами Средней Азии. Местные жители для огородных культур и сенокосов используют искусственное орошение. Ещё одна особенность Ольхона — почти повсеместно наблюдающаяся эрозия почв. Слабый, легко разрушающийся почвенно-растительный слой и частые ветра способствуют быстрому выносу гумуса и переносу песка, что затрудняет ведение сельского хозяйства и может привести к появлению пустынных ландшафтов. На острове можно наблюдать местами «шествие песков». Так, вблизи посёлка Хужира наблюдается покрытая песком, а прежде бывшая лесной, зона.
Вода Байкала оказывает влияние на климат прибрежной территории. Зима здесь мягче, а лето — прохладнее. Наступление весны на Байкале задерживается на 10—15 дней по сравнению с прилегающими районами, осень часто бывает довольно продолжительная.
| Показатель | Янв. | Фев. | Март | Апр. | Май | Июнь | Июль | Авг. | Сен. | Окт. | Нояб. | Дек. | Год |
| --- | ---- | ---- | ---- | ---- | --- | ---- | ---- | ---- | ---- | ---- | ----- | ---- | --- |
| Средний суточный максимум, °C                                                                                            | −16  | −12  | −3   | 8    | 13  | 20   | 22   | 20   | 14   | 5    | −6    | −11  | 5   |
| Средний суточный минимум, °C                                                                                             | −26  | −25  | −16  | −2   | 1   | 7    | 10   | 9    | 2    | −6   | −16   | −25  | −7  |
| Источник: Информационный сайт о Байкале. ozerobaikal.info. Дата обращения: 22 июня 2021. Архивировано 31 июля 2019 года. |      |      |      |      |     |      |      |      |      |      |       |      |     |

## Население
Всего на острове 9 населённых пунктов, образующих Хужирское муниципальное образование. Большинство из них расположены в западной, степной части острова. Постоянное население на 1 января 2019 года составляет 1744 человека, из них более 1350 проживает в самом крупном посёлке — Хужир. Национальный состав — буряты, русские.

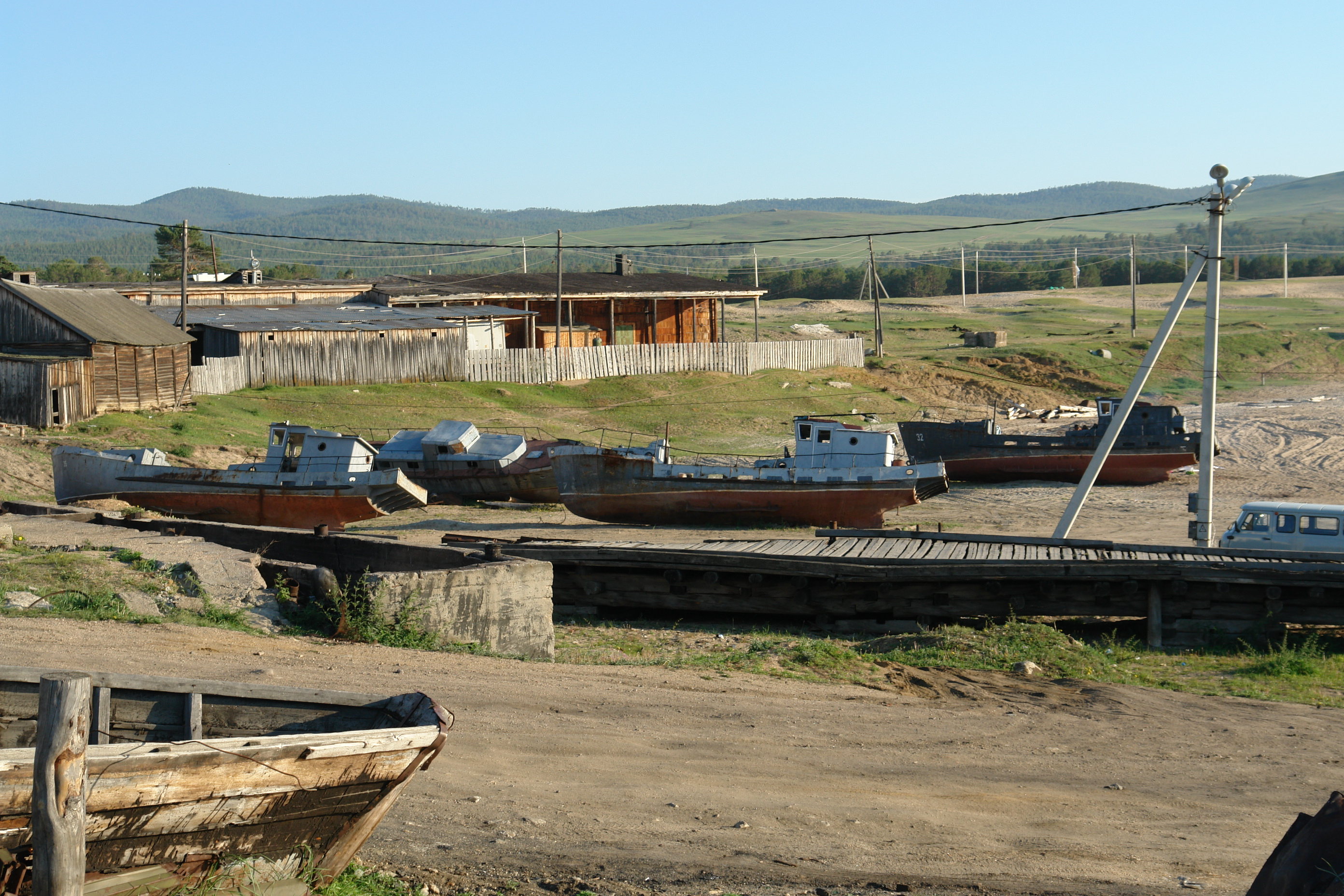
Хужир. Пристань Маломорского рыбного завода. 2011 г.

### Посёлок Хужир
Посёлок Хужир — главный населённый пункт Ольхона. В Хужире есть информационно-экскурсионный центр, краеведческий музей имени Н. М. Ревякина, несколько кафе, продовольственные и сувенирные магазины. Действует прокат туристического оборудования, велосипедов, квадроциклов и верховых лошадей. Постой предлагают множество частных гостиниц и турбаз. В посёлке располагается единственная на острове АЗС, другая ближайшая автозаправочная станция находится на материке в 11 км от паромной переправы МРС — остров Ольхон на автодороге Еланцы — Сахюрта.
В прошлом в Хужире располагался самый большой на Байкале Маломорский рыбозавод, ныне разорившийся.

### Скала Шаманка

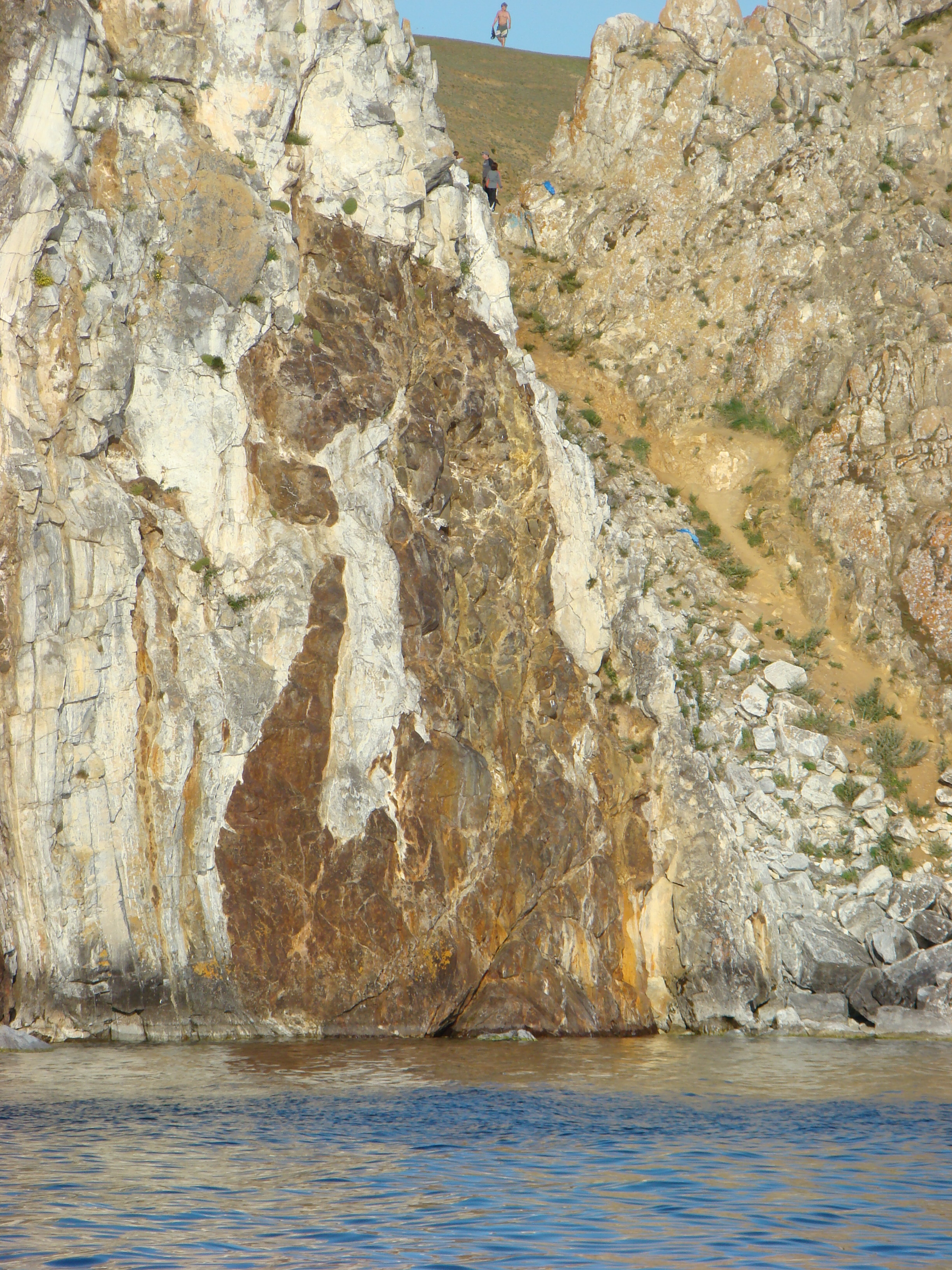
Дракон на скале Шамана

Скала Шаманка (ранее называемая Камень-храм) — одна из святынь Азии, ставшая знаменитым образом Байкала: без её изображения не обходится ни один фильм или фотоальбом об озере-море.
Двухвершинная скала сложена мрамором и доломитизированным известняком, местами изобилующим блёстками графита. Поверхность скалы покрыта яркими лишайниками, преимущественно красного цвета. Высота ближней к берегу части скалы — 30 м, высота дальней части — 42 м.

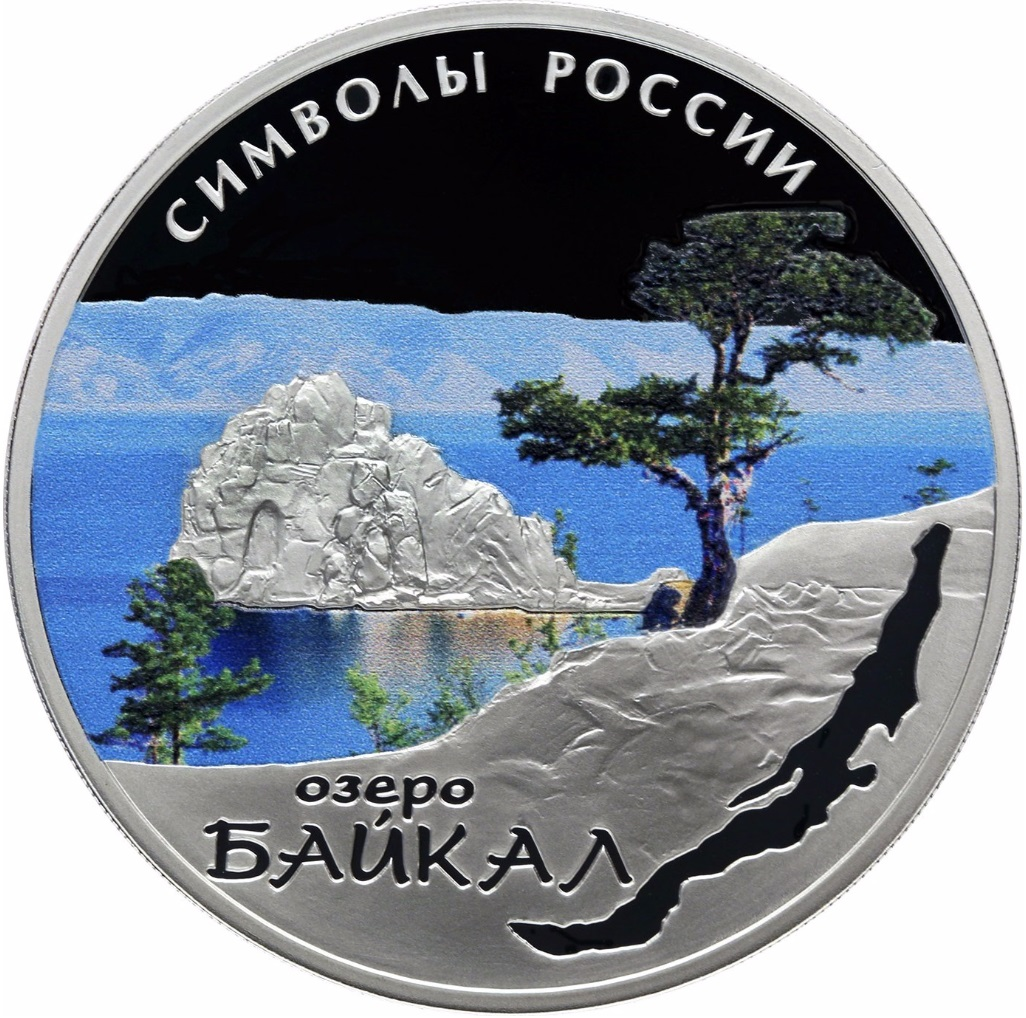
Памятная монета Банка России

В ближней к берегу части скалы находится сквозная извилистая Шаманская пещера, образовавшаяся в процессе выветривания и размыва известняковых пород. Длина хода пещеры — около 12 м, ширина — от 3 до 4,5 м, высота — от 1 до 6,5 м. Вход в пещеру возможен с двух сторон — с северо-восточной и западной. Ход пещеры проходит под крутым наклоном сверху вниз. Верхний вход находится с западной стороны бухты. Посреди пещеры тоннельного типа имеется расширение с каменным «столом» и деревянной перемычкой для совершения ритуалов. В пещере имеются боковые коридоры и узкая продушина. Для посещения пещеры более удобен вход с западной стороны, где имеется предпещерная площадка. Узкий поднимающийся ход выводит из пещеры на восточную сторону скалы.
Весь полуостров Бурхан обнесён бревенчатым бруствером для защиты от въезда автомобилей, поскольку здесь из-за вторжения автотранспорта усилилась эрозия почвы. Это заметно по нескольким растущим глубоким оврагам.
С западной стороны на поверхности дальней части скалы имеется природный выход коричневой породы, который выглядит, как изображение дракона. Все скалы испещрены глубокими трещинами, и при долгом созерцании издалека в воображении путешественников порой рождаются величественные образы. Мыс Бурхан является священным местом не только для исповедующих шаманизм — здесь можно встретить и молящегося христианина, и медитирующего буддиста или йога.

### Краеведческий музей имени Н. М. Ревякина

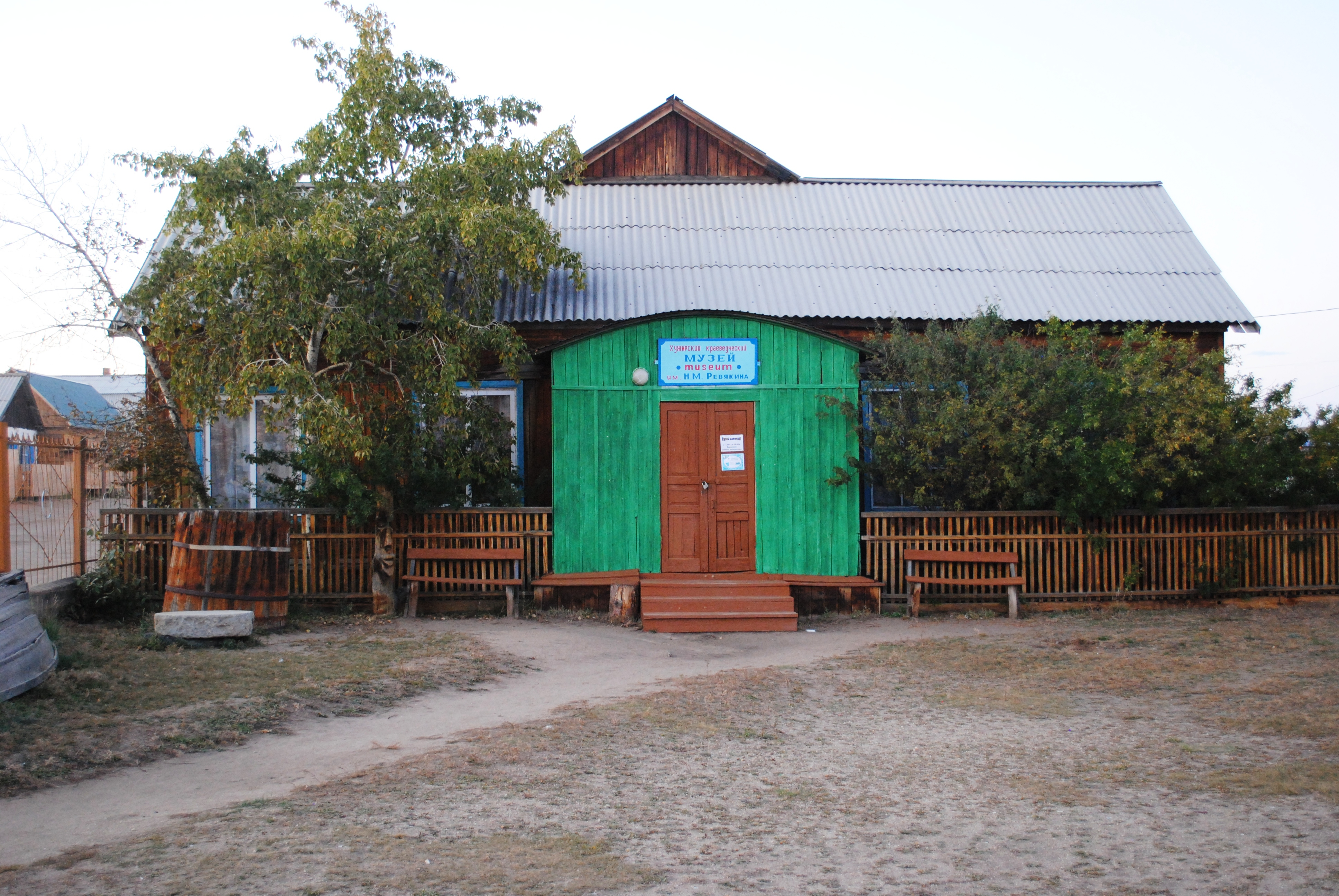
Краеведческий музей в Хужире. 2012 г.

В посёлке Хужир, в старом здании школы на улице Первомайской, располагается краеведческий музей. Там представлены коллекции различных предметов, рассказывающих о жизни и культуре островитян. Временно́й диапазон распространяется от стоянок человека времён неолита до наших дней. Здесь можно увидеть каменные наконечники стрел, нагрудные знаки монгольских воинов, материалы, рассказывающие о ритуале кремации усопших бурят, жизни на острове политических ссыльных в советское время, флоре и фауне Ольхона.
В 2019 году сторожем местной турбазы были обнаружены новые артефакты — посуда и оружие эпохи неолита со стоянки «Сарайская-1», открытой в начале XX века местными краеведами. Найденные предметы пополнят коллекцию музея.
Первоначально музей носил имя известного геолога, палеонтолога, географа и писателя-фантаста В. А. Обручева. Однако позже получил имя своего основателя и учителя географии Н. М. Ревякина.

### Курыканская стена на мысе Хоргой
На берегу Малого Моря в южной части Ольхона сохранились развалины защитной стены, отсекающей по перешейку мыс Хоргой. Стена относится к курыканской культуре и является одним из наиболее сохранившихся древних сооружений острова. Стена сложена из крупных камней без применения связующего раствора. Её высота местами достигает 1,5—2 метров. Заметны остатки рва и земляного вала. На защищённой стеной территории обнаружены плоские каменные плиты с шаровидными и цилиндрическими углублениями, которые, предположительно, являются алтарями для жертвоприношений.
Курыканская стена на мысе Хоргой была впервые обнаружена и описана в 1879 году И. Д. Черским.

### Урочище Песчаное

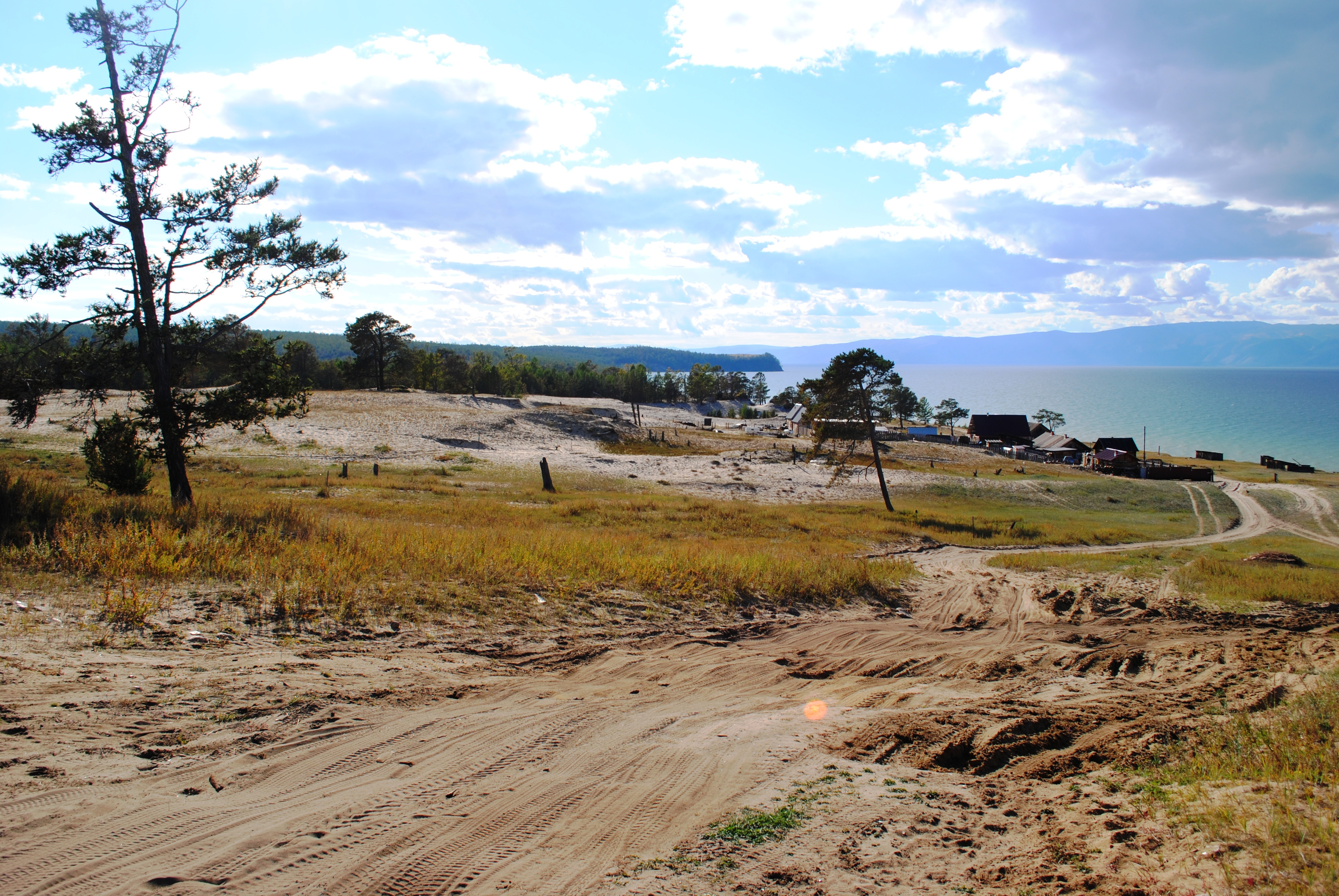
Урочище Песчаное. 2012 г.

Урочище Песчаное расположено в 20 км севернее посёлка Хужира на побережье залива Нюрганская губа. Отличается своими песчаными дюнами, занимающими площадь порядка 3 км², на которых растёт редкое эндемичное растение, не встречающееся более нигде в мире — астрагал ольхонский (лат. Astragalus olchonensis), многолетник из семейства бобовых.
В 1913 году существовал проект создания в этом месте каторжной тюрьмы и даже работала комиссия по выбору конкретного места. Но из-за начавшейся в 1914 году Первой мировой войны и последующих революционных событий планы тогда остались только на бумаге.
Уже в советское время до середины 1950-х годов в урочище Песчаном располагалось учреждение ГУЛАГа. В четырёх бараках жили осуждённые. Трудились они в располагавшемся здесь цехе Хужирского Маломорского рыбного завода, ловя и разделывая рыбу. До наших дней сохранились остатки лежнёвки — настила из досок по пескам для проезда транспорта к цеху.

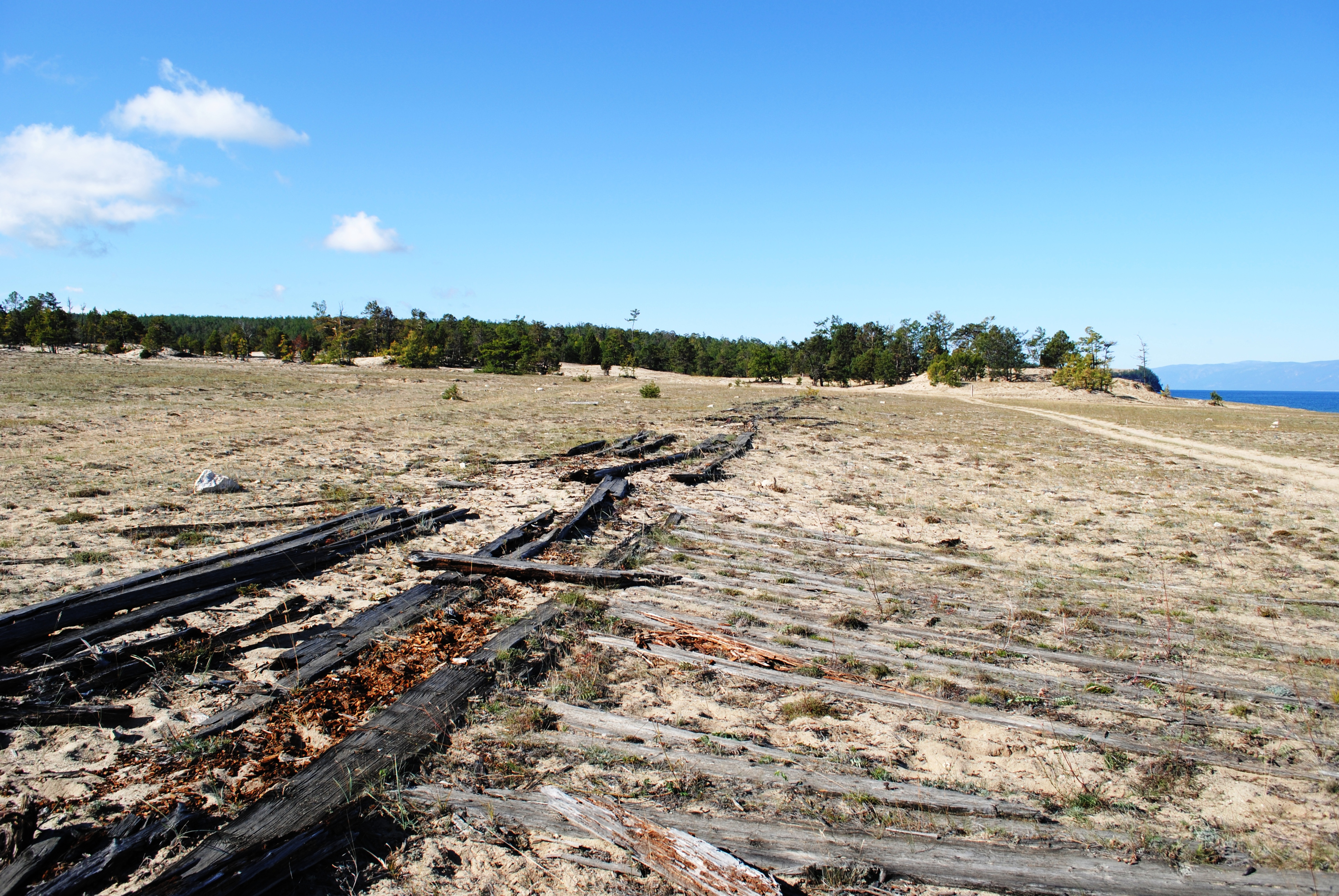
Остатки лежнёвки — дороги к рыбному цеху. 2012 г.

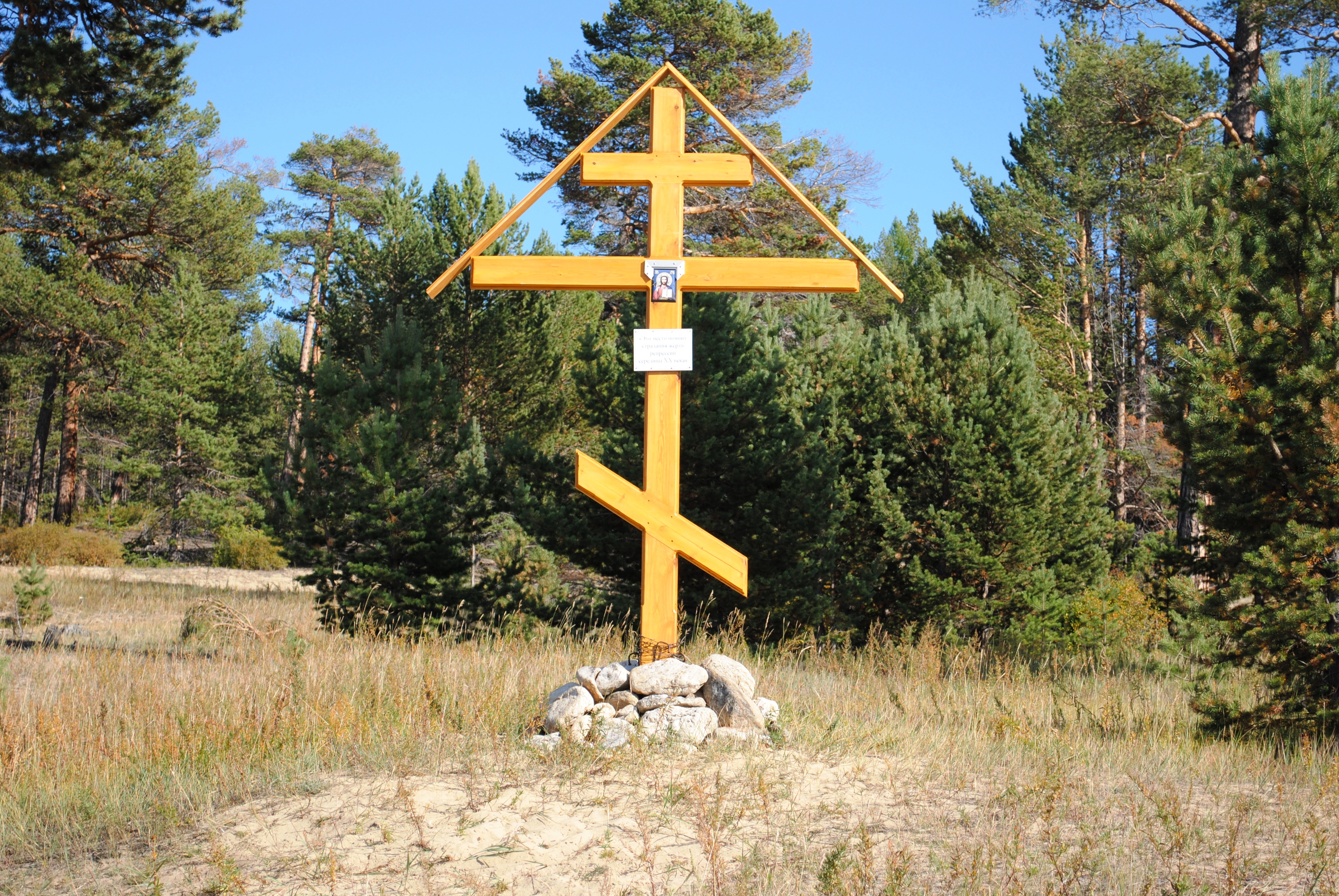
Крест памяти жертв репрессий середины XX века. 2012 г.

Также в Песчаном и вблизи него жили спецпоселенцы, депортированные из Литвы, Западной Украины, Белоруссии, Польши и др. Всего 27 национальностей. В 1956 году им было разрешено вернуться домой в ходе проводившейся тогда амнистии.
16 апреля 2012 года силами местных жителей в память о тех событиях был установлен деревянный поклонный крест. Его основание опутано найденными неподалёку остатками колючей проволоки. Табличка на кресте содержит надпись: «Это место помнит страдания жертв репрессий середины XX века».

## Туризм и транспорт

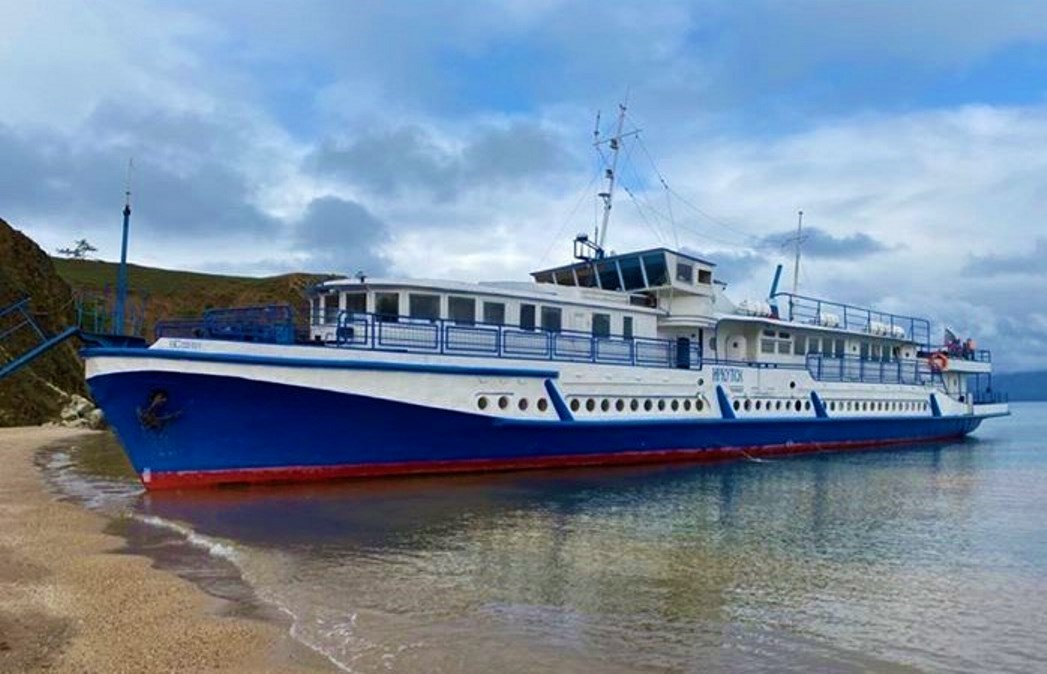
Экскурсионный катер на острове Ольхон

Летом остров посещают множество туристов из разных регионов России и зарубежья. В живописных бухтах можно встать с палаткой, вода в них лучше всего прогревается к августу (до +18 °C). На западном берегу, в средней части острова, в 10 километрах от посёлка Хужира, находится пользующееся популярностью у путешественников озеро Ханхой, рядом с которым расположена одноимённая туристическая база. На острове почти нет опасных животных и энцефалитных клещей. Территория Ольхона заповедна и для пребывания здесь необходимо получить разрешение в островном лесничестве.

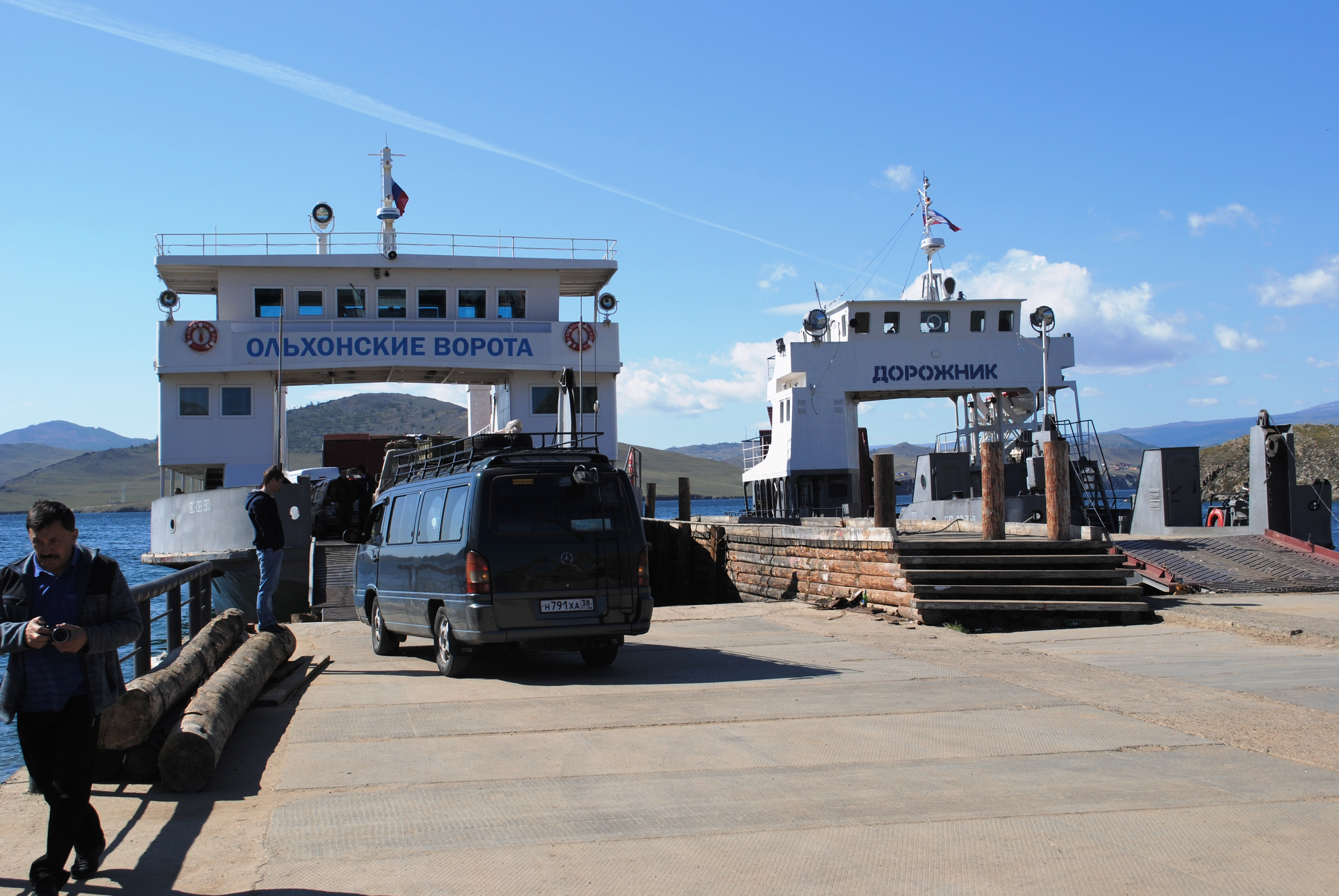
Паромный флот Ольхона. 2012 г.

Въезд на остров осуществляется по паромной переправе «МРС — остров Ольхон» от села Сахюрта. В настоящее время работают три парома — малый «Дорожник» (принимает 5—6 машин) и большие — «Ольхонские ворота» и «Семён Батагаев», принимающие каждый около 17 машин. В летнее время переправа работает весь световой день с интервалом около часа. На подъезде к переправе скапливаются многочасовые очереди автомобилистов. Среднее время прохождения очереди около 3 часов, однако в непредвиденных ситуациях (поломка одного из паромов) может затянуться до суток. Зимой вместо паромной переправы функционирует ледовая дорога.
В период ледостава переправа людей осуществляется катером на воздушной подушке «Хивус». Также в летнее время на остров можно добраться рейсовыми судами Иркутск — Северобайкальск (теплоход «Комета», остановка на острове — в бухте Загли) и Иркутск — Усть-Баргузин (теплоход «Баргузин», остановка на острове — на пляже к югу от мыса Бурхан).
С 2018 по 2024 год на Ольхон совершались регулярные рейсы малой авиации по маршруту Иркутск-Хужир, которые выполняла авиакомпания СиЛА на самолётах Ан-28 и L-410. С 2025 года ежедневные рейсы из Улан-Удэ выполняет авиакомпания «Аврора» на самолётах ТВС-2МС.
Экологические проблемы
На Ольхоне год от года увеличивается число посещающих остров туристов, что создаёт проблемы не только коммунального, но и экологического характера: на острове нет очистных сооружений, отсутствуют хорошие дороги, увеличивается количество мусора и бытовых отходов, растут новые туристические объекты на заповедных землях, сокращается численность отдельных видов редких животных и растений. Минприроды привлекает Общественную палату и специалистов для проведения работ и совершенствования законодательства в сфере ООПТ.

## Мифология

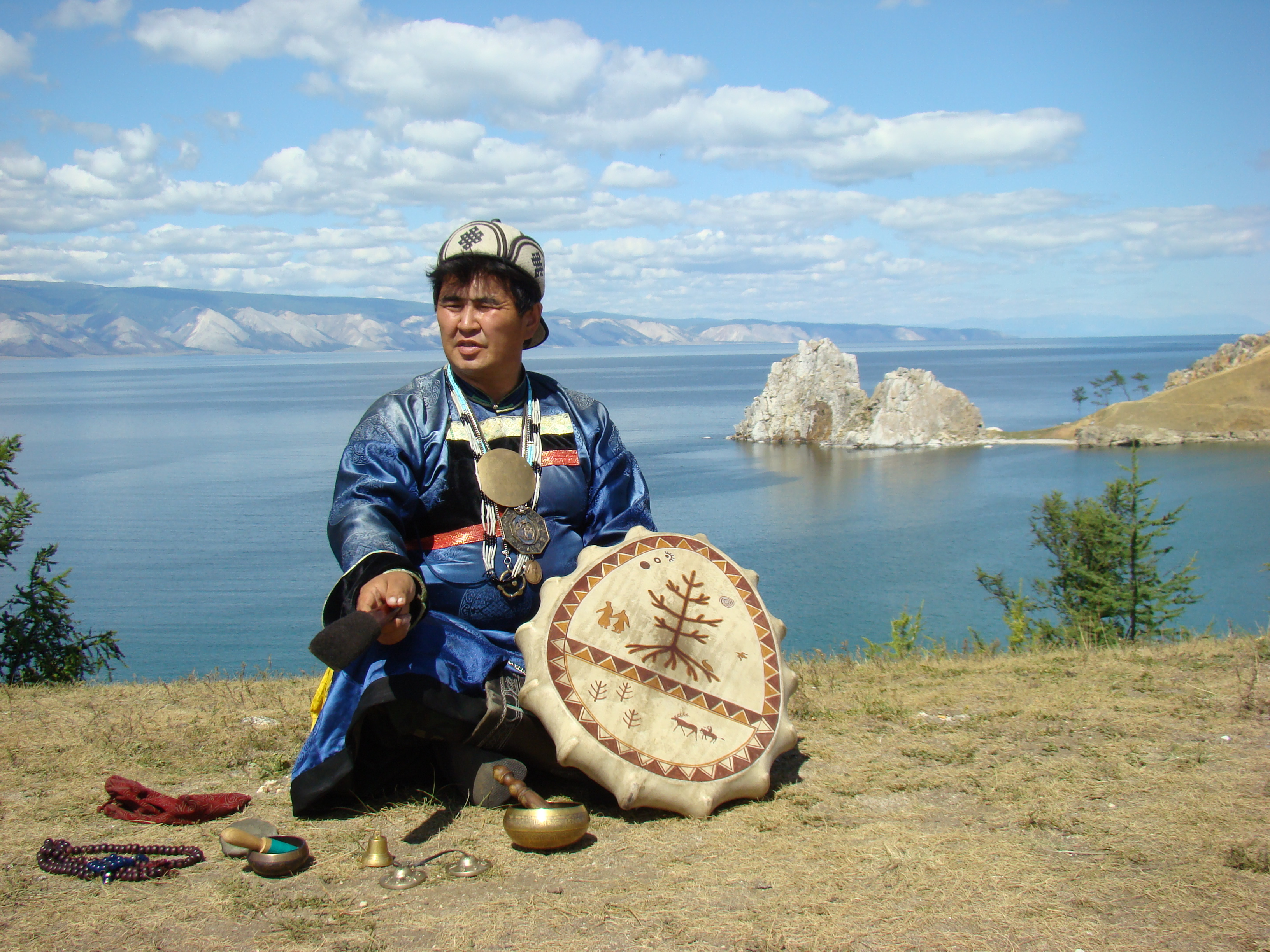
Главный шаман Ольхона — Валентин Хагдаев — рассказывает об истории и традициях родного края. 2010 г.

В мифах и легендах бурят Ольхон — обиталище грозных духов Байкала. По преданиям, сюда спустился с Неба Хан-Хото Бабай, посланный на Землю высшими богами. Здесь в образе белоголового орла-беркута живёт его сын Хан-Хубуу Нойон, который первым получил шаманский дар от Тенгри.
Остров Ольхон считается сакральным центром северного шаманского мира, и до сих пор у мыса Бурхан (скала Шаманка), над берегом озера рядом с посёлком Хужир, трепещут на ветру ленточки на деревьях: это обо — место поклонения духам. По старинным преданиям в пещере скалы Шаманки жил владыка этих мест и всего Ольхона — Эжин, или Бурхан.
Таким же священным у бурят местом почитания является высочайшая гора острова — Ижимей (1274 м). Где-то у подножья этой горы, якобы, прикован цепью бессмертный медведь.
Ольхон — псевдоним известного русского советского поэта Анатолия Сергеевича Пестюхина.

## Достопримечательности

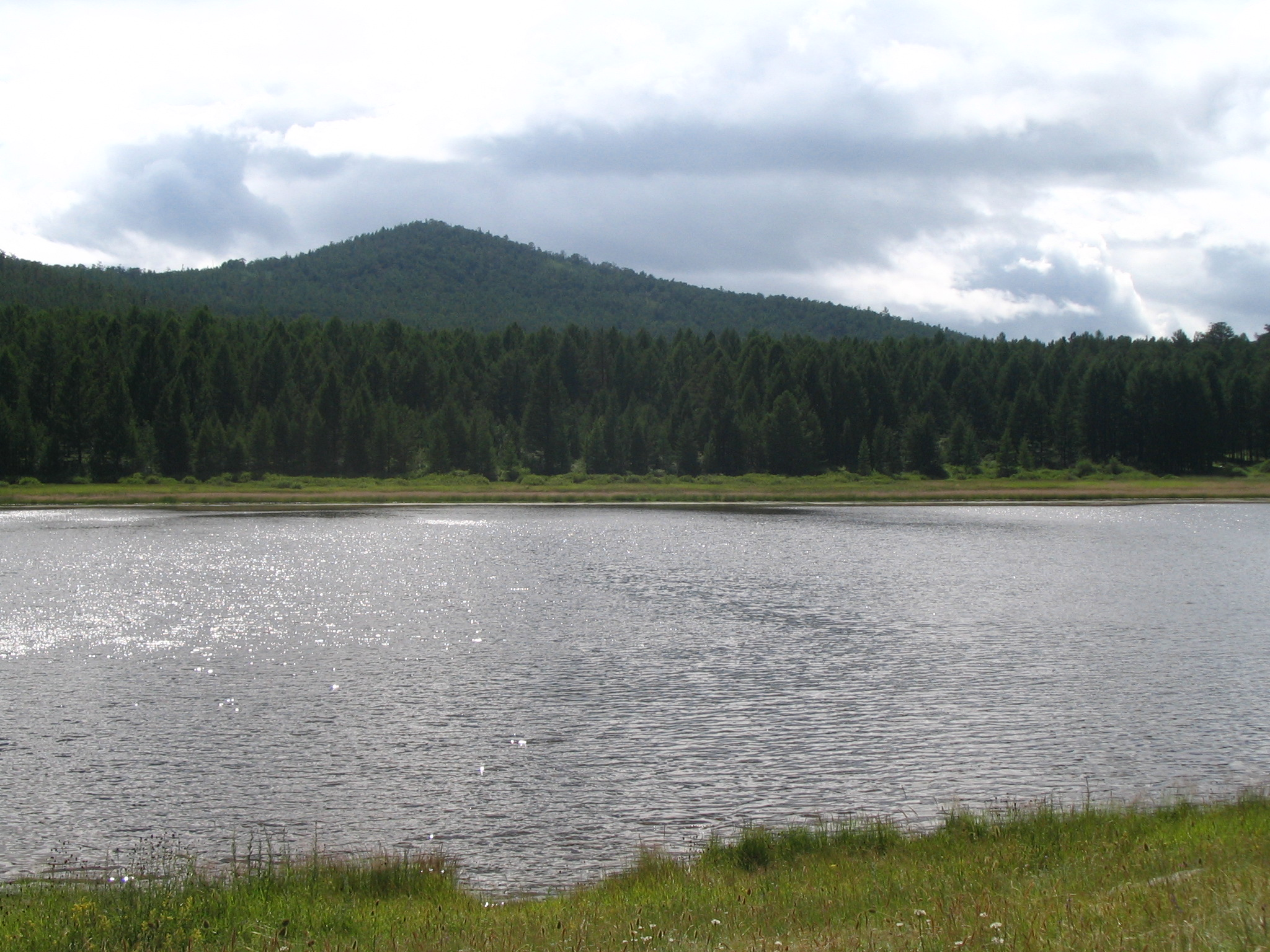
Солёное озеро Шара-Нур в середине острова Ольхон

- В бухтах на северо-западном склоне острова в 1921—1924 гг. были обнаружены стоянки людей новокаменного века[21].
- На острове Ольхон вблизи мыса «Голова кобылы» (местное бурятское название Хорин-Ирги) обнаружено жерло древнего потухшего вулкана. Оплавленные вулканические камни до сих пор встречаются повсюду. Один из них, весом около 15 кг, в 2013 году был найден Леонидом Малиновским на берегу Байкала вблизи деревни Харанцы.
- Посреди самого чистого пресного озера Байкал есть озеро Шара-Нур с солёной минеральной водой и лечебной грязью, находится оно в горах Ольхона в 6 километрах к юго-востоку от деревни Ялга.
- Ассоциация бурятских шаманов объявила Ольхон «главным святилищем, культовым центром общемонгольского и центрально-азиатского значения, олицетворяющим сакральную прародину бурят», а в 1990 году на Ольхоне прошёл первый общеольхонский тайлган — особое молебствие, в котором принимали участие все шаманы острова, Ольхонского района и города Улан-Удэ. С тех пор тайлган проводится ежегодно на большом открытом месте перед въездом в п. Хужир.
- В 2005 году на Ольхон была проведена линия электропередачи. Сама прокладка подводного электрического кабеля была уникальной операцией для российских специалистов. Чтобы защитить экологию Байкала от негативных воздействий, кабель на суше заключали в полиэтиленовую трубу диаметром свыше 320 мм с толщиной стенки 20 мм, труба герметизировалась и соединялась с другими. Плеть транспортировали кораблями вплавь на проектное место укладки. Затем в трубу подавалась вода, и вся конструкция укладывалась на дно, где и фиксировалась якорями, а также защищалась от возможных повреждений мешками с цементом. Стоимость всего объёма работ по электрификации острова Ольхон составила 464,2 млн рублей, проект станет окупаемым через 50 лет[22].

## Фотографии

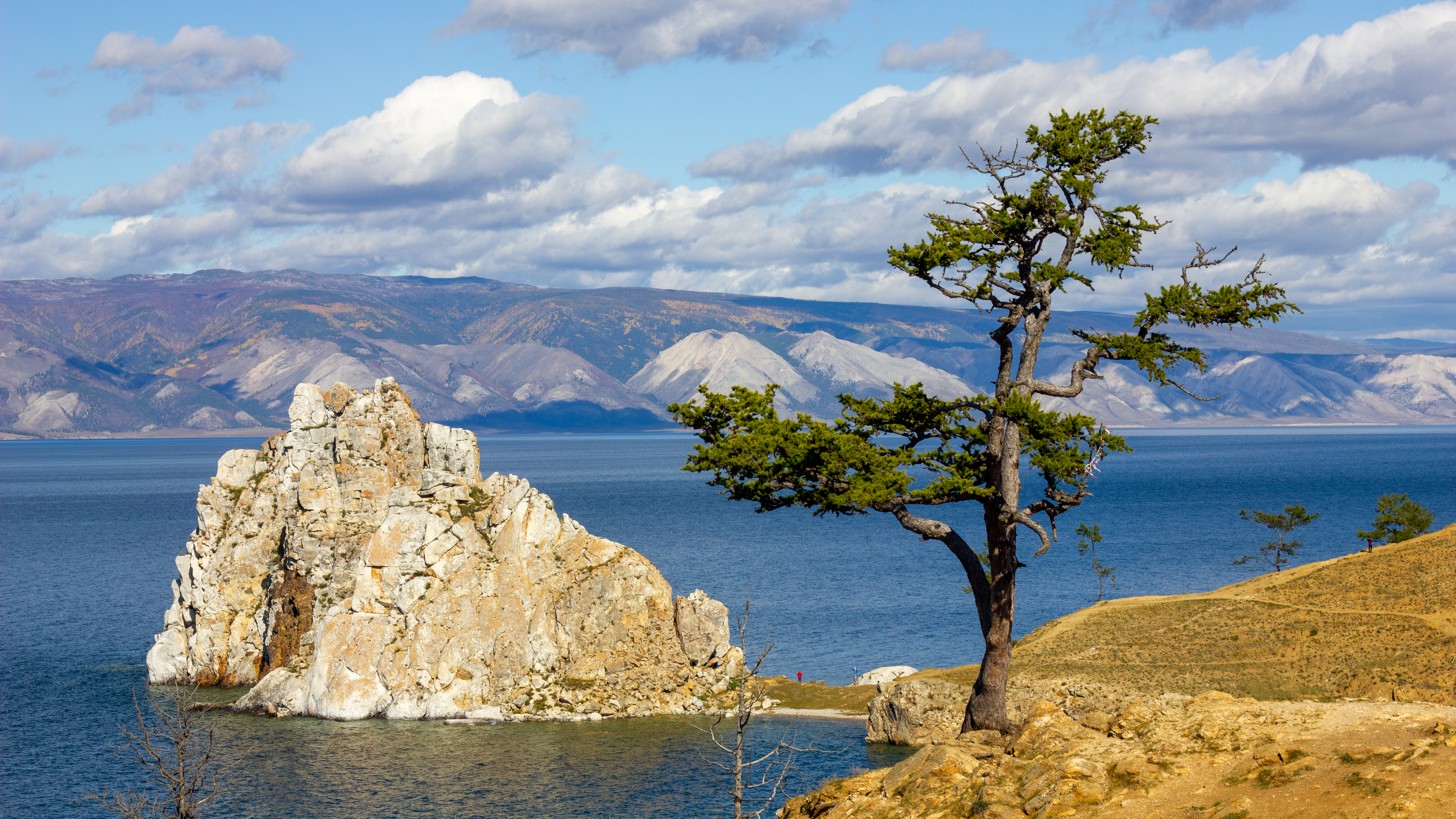
Скала Шаманка. 2021г.

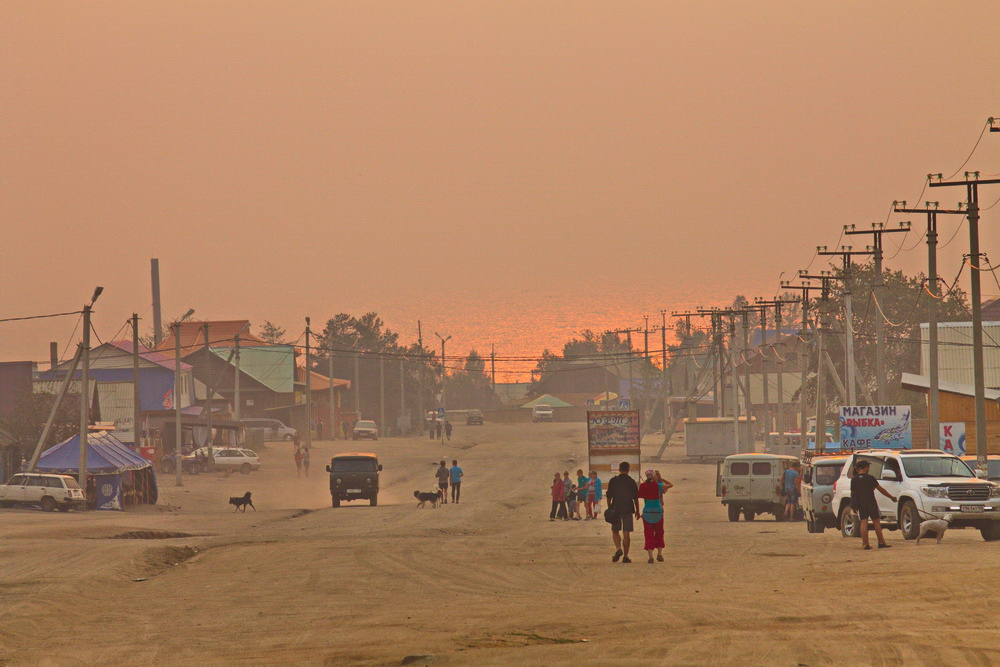
Посёлок Хужир. Август 2012 г.
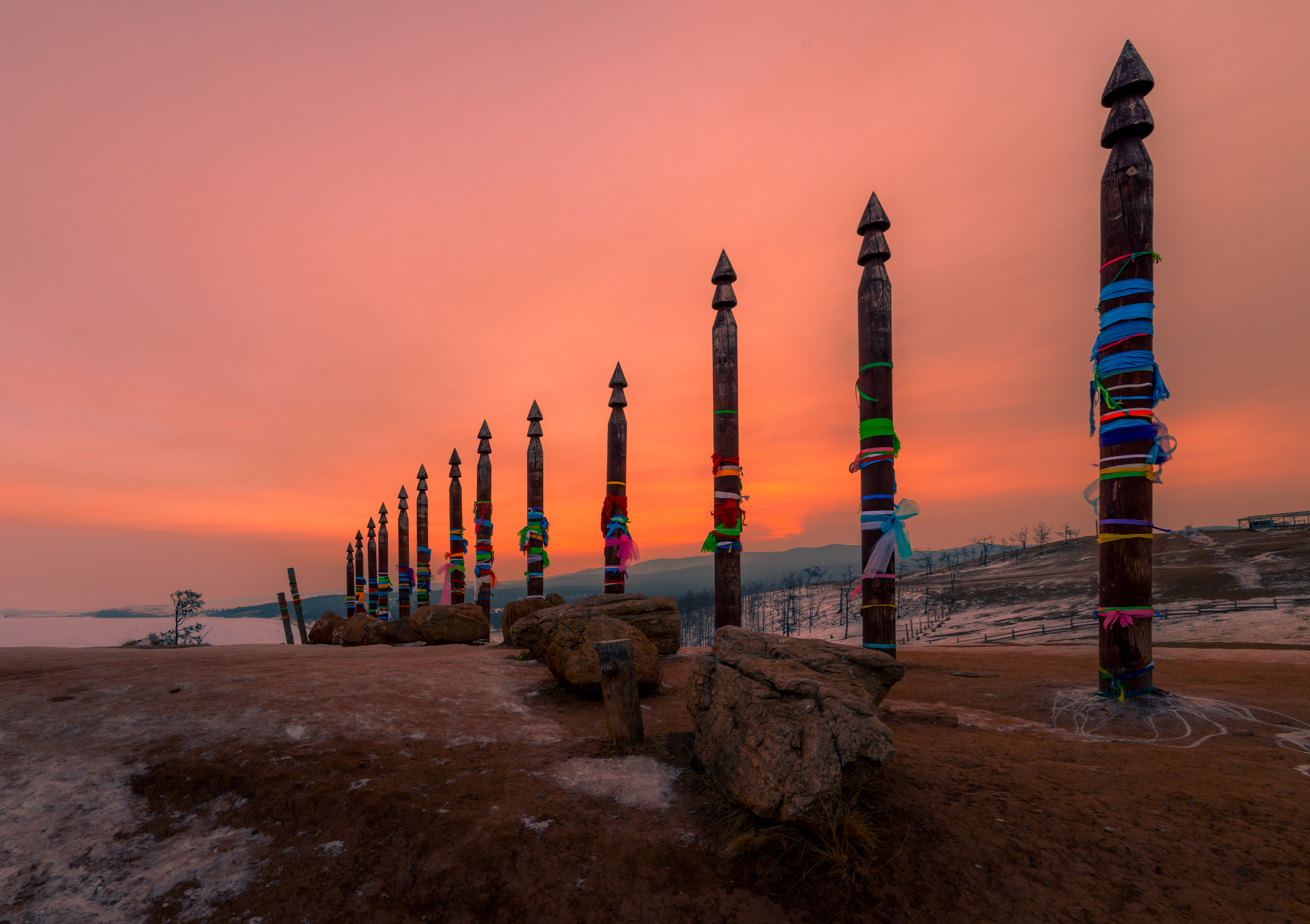
Ритуальные столбы сэргэ на мысе Бурхан
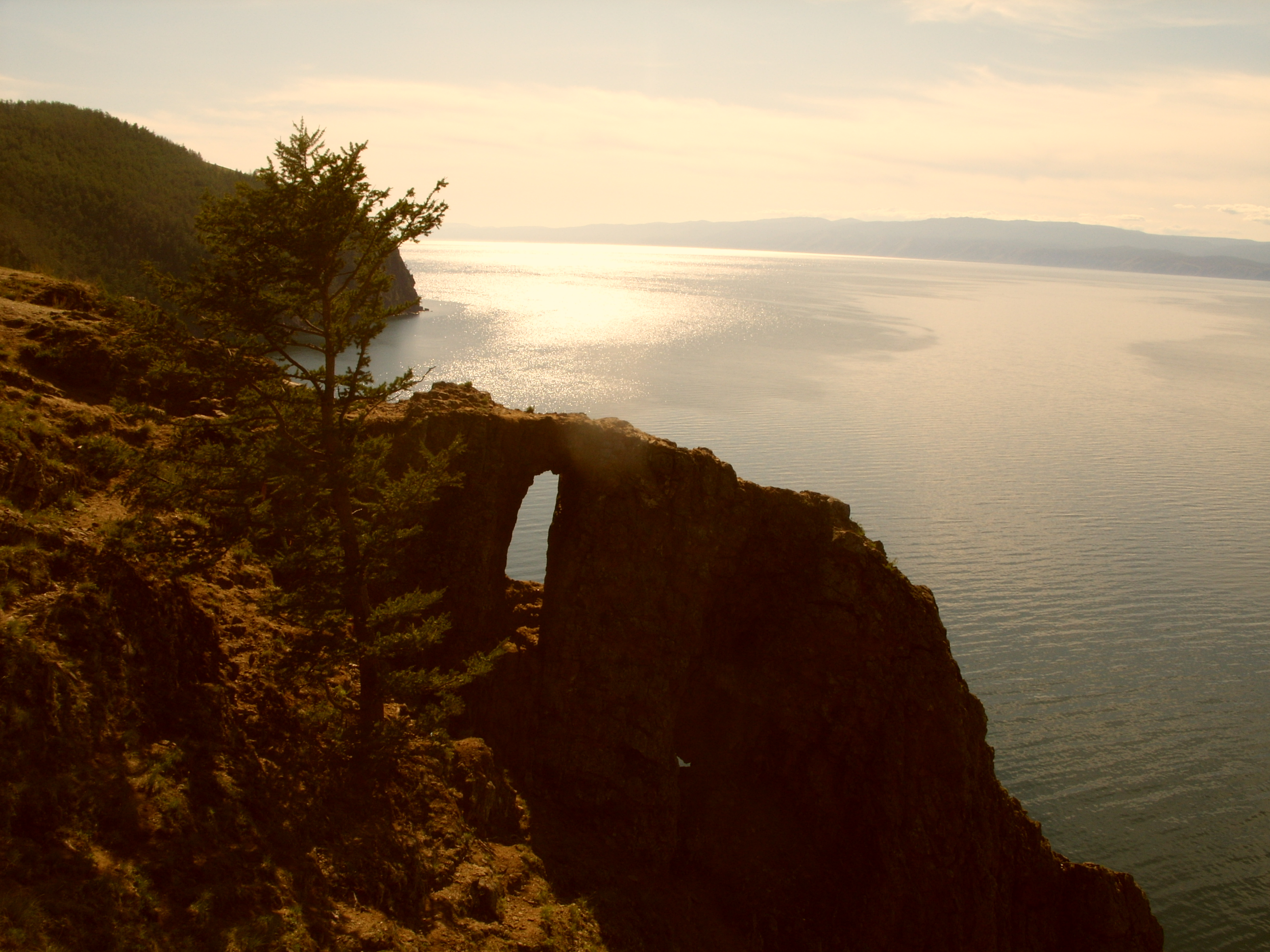
Природная арка на мысе Хобой
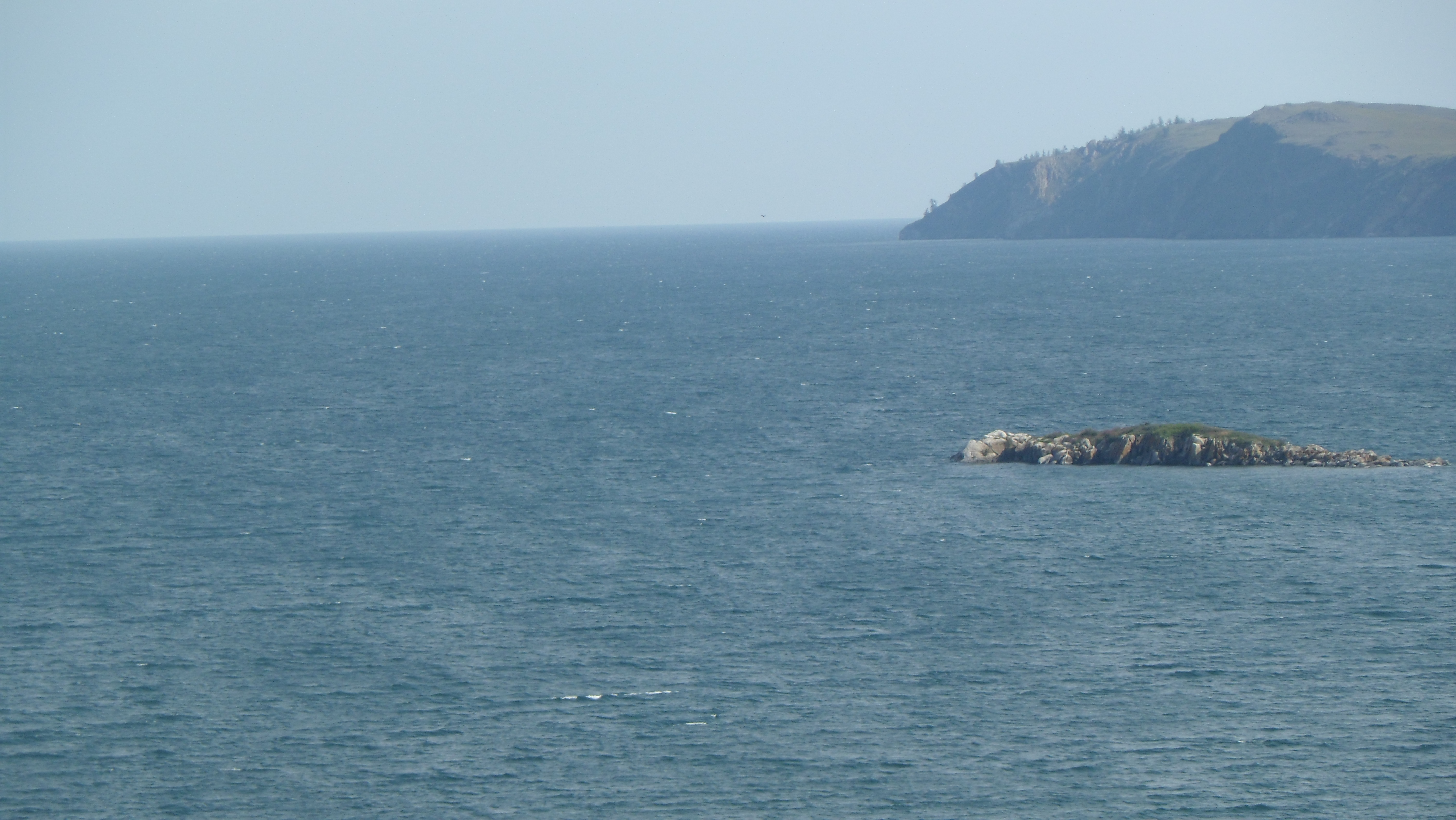
Остров Крокодил. Побережье Ольхона. Август 2012 г.
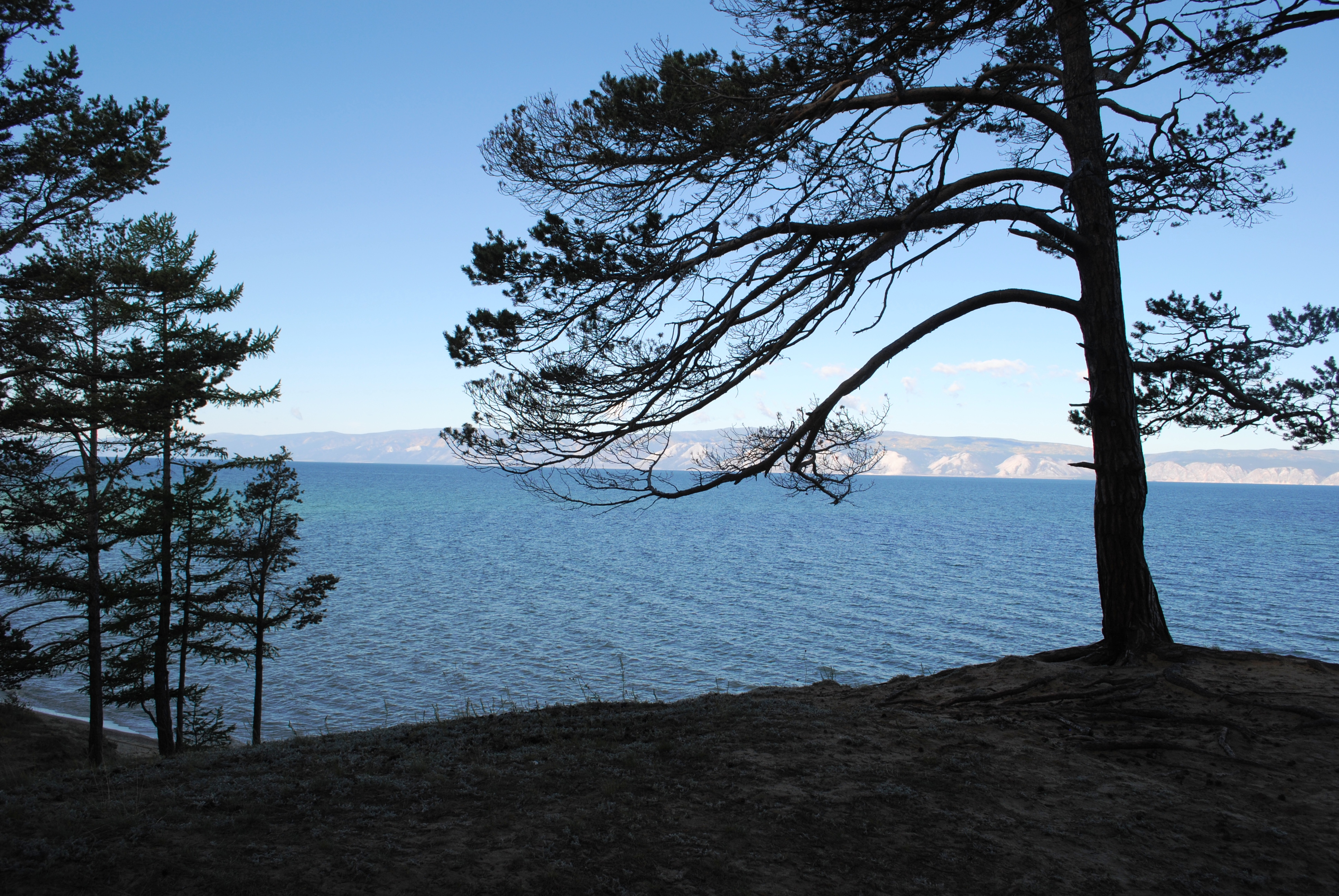
Маломорский берег Ольхона
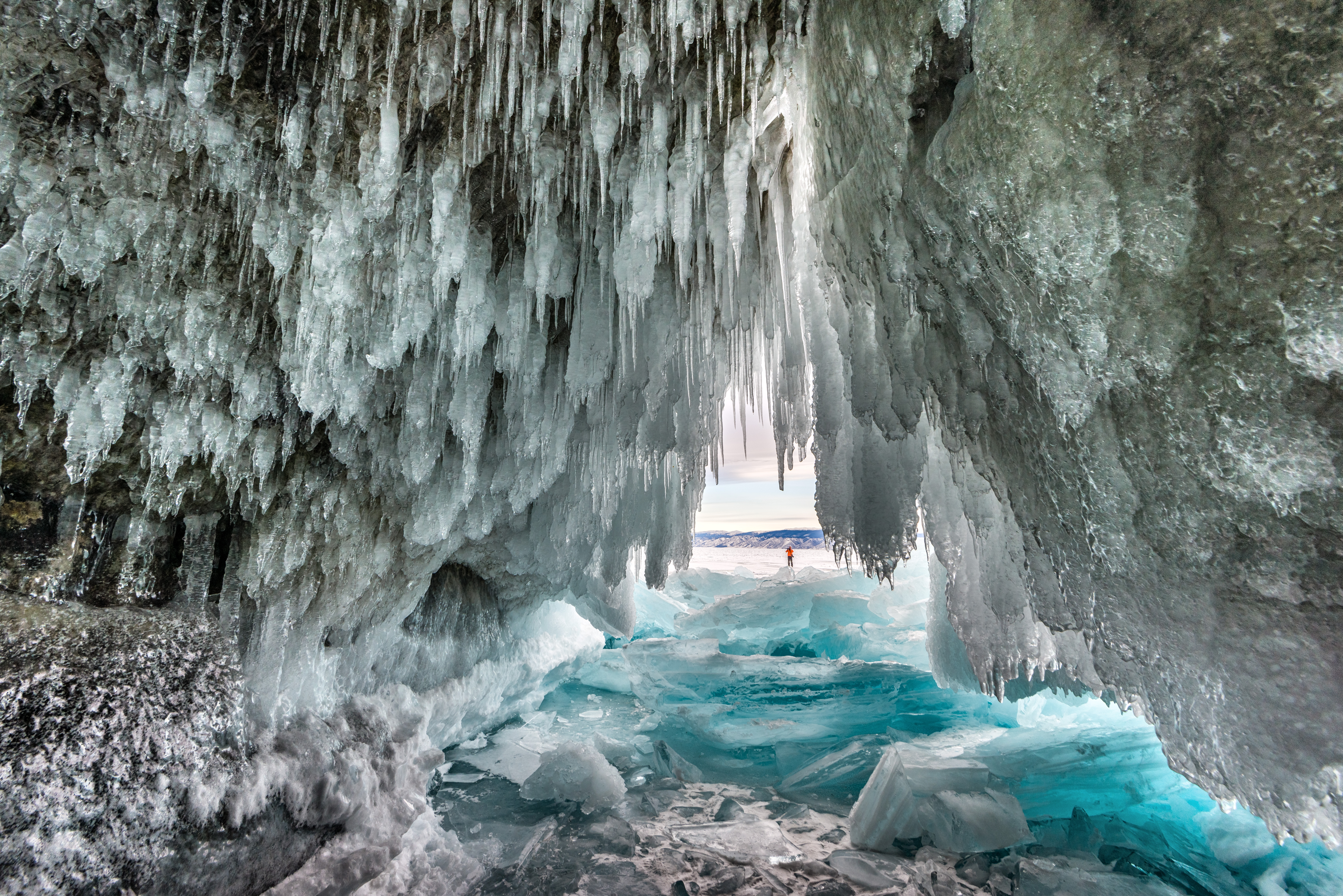
Ледяная пещера
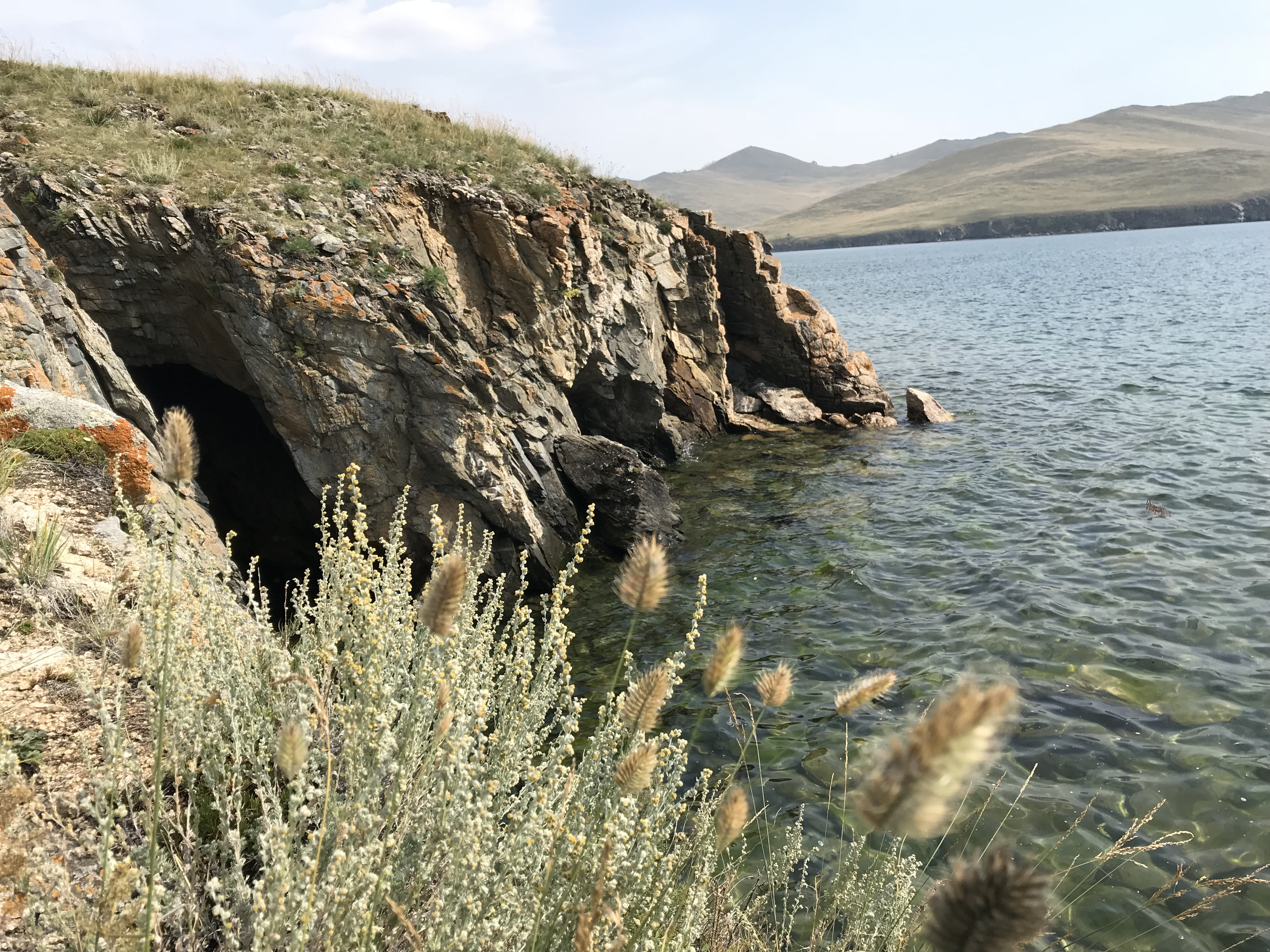
Западный берег острова Ольхон, середина августа.